# Pat Toomey
Patrick Joseph "Pat" Toomey (Providence, 17 de novembro de 1961) é um político e empresário estadunidense. Membro do Partido Republicano, Toomey foi senador júnior pelo estado da Pensilvânia. Anteriormente, Toomey fez parte da Câmara dos Representantes dos Estados Unidos por três mandatos. Ele não concorreu a um quarto mandato em submissão a um juramento que fizera durante a campanha eleitoral de 1998.
Toomey é de ascendência portuguesa. Estudou na La Salle Academy em Providence, Rhode Island, antes de conquistar um bachalerado em artes em estudos governamentais da Universidade Harvard. Ele trabalhou no Chemical Bank e, subsequentemente, na Morgan, Grenfell & Co. em 1984 e 1986, respectivamente, pedindo demissão da última em 1991.
Antes de ser eleito senador, Toomey serviu como Representante pelo 15° distrito da Pensilvânia entre 1999 e 2005. Ele perdeu a primária republicana pela vaga de senador em 2004, trabalhando como presidente da Club for Growth entre 2005 e 2009. Após se tornar o candidato republicano nas eleições senatoriais da Pensilvânia em 2010, Toomey foi eleito em 2 de novembro de 2010, derrotando o almirante aposentado e Representante do 7° distrito da Pensilvânia, o democrata Joe Sestak.
No Senado, Toomey fez parte do Comitê de Bancos, Habitação e Assuntos Urbanos, Comitê de Orçamento, Comitê de Finanças e do Comitê Conjunto de Economia do Congresso. Em 2011, ele participou do Comitê Conjunto Seleto de Redução de Déficit. Em abril de 2012, ele foi nomeado sucessor do senador da Carolina do Sul Jim DeMint como presidente do Comitê de Direção do Senado dos Estados Unidos, uma convenção política republicana.